# William Girometti

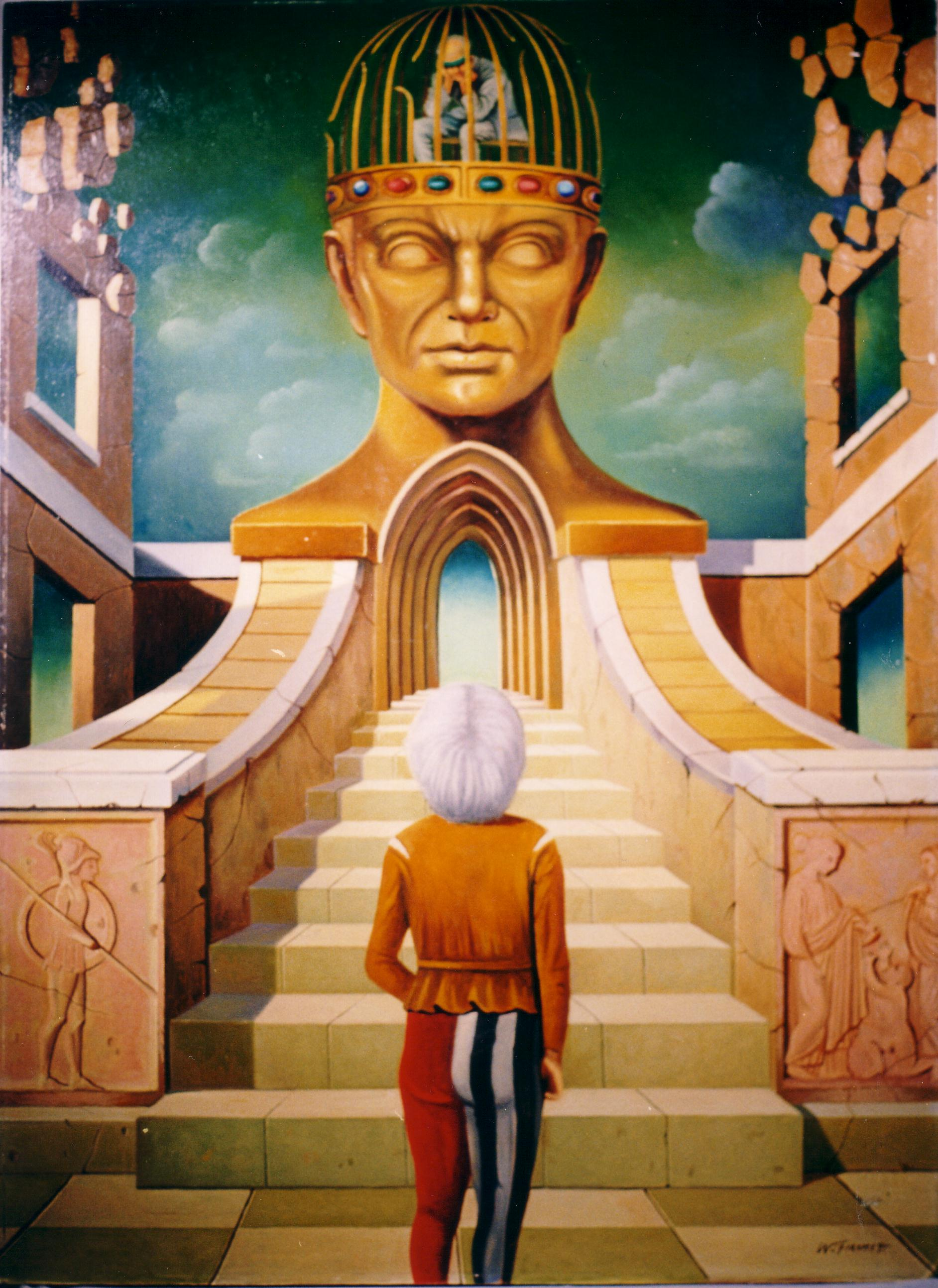
Dynamik

William Girometti (* 9. Januar 1924 in Mailand; † 3. Oktober 1998 in Bologna) war ein italienischer Maler des Surrealismus.

## Leben
William Girometti verbrachte seine Kindheit und frühe Jugend in Mailand und studierte dort Malerei während des Zweiten Weltkriegs an der Accademia di Belle Arti di Brera. Nach dem Krieg bereiste er Italien. In den frühen 1950er Jahren schloss er sich in Ferrara einer Gruppe junger Künstler an und schloss eine Freundschaft mit dem Maler Tito Salomoni. Anfangs wollte er sich der Bildhauerei widmen. In den späten 1950er Jahren verbrachte er einige Zeit mit Studium und Arbeit in Frankreich, der Schweiz, Österreich, Deutschland, Dänemark und Schweden. Zurück in Italien teilte er seine Zeit zwischen Mailand und Ferrara.
In den 1960er-Jahren begann Girometti die Kunsthändler mit bestellten Bildern nach dem Geschmack der Kunden zu beliefern. Daneben entwickelte er seinen surrealistischen Stil. Schließlich im Jahr 1971 ließ er sich in Bologna mit seiner Frau nieder. Die am 24. November 1973 eröffnete Ausstellung in der Galerie „Der“ in Bologna brachte ihm Auszeichnungen, Preise und Bewertungen in Zeitungen, Zeitschriften, Spezialkatalogen und Programmen im italienischen und europäischen Fernsehen.
In einigen seiner Werke sind Anspielungen zur alten italienischen Kunst bemerkbar. Er spielte auch mit der Trompe-l’œil-Malerei. Einige seiner Werke zeigen einen Einfluss von Giuseppe Arcimboldo. In den späten 1970er Jahren entwickelte Girometti eine eigene grafische Technik. In den letzten Lebensjahren widmete sich der Künstler der Glasmalerei.
„Will man von den Werken zu ihrem Schöpfer übergehen, entdeckt man klar die Linie der Stetigkeit und der Übereinstimmung, welche innerlich die eine mit der anderen verbindet. Die Persönlichkeit, die sich widerspiegelt, ist die eines Menschen, der zäh in sich selbst in der Suche nasch den eigenen Möglichkeiten und seiner einzelnen natürlichen Tendenzen gegraben hat. Es ist die eines Künstlers, der im Surrealismus die entsprechendste der ausdrücklichen Form identifiziert hat.“ (Turchese 1976).
Am Rande seiner Tätigkeit beschäftigte sich Girometti mit der Poesie. Er veröffentlichte einige seiner Gedichte.
Seit 2024 gehören drei Werke zu der privaten Sammlung von das Museum von Kunst und Wissenschaft (MAS, Museo d’Arte e Scienza) in Mailand, das sich gegenüber dem Castello Sforzesco befindet.

## Belege
1. ↑  La collezione privata di arte contemporanea del MAS.

| Personendaten    | Personendaten            |
| ---------------- | ------------------------ |
| NAME             | Girometti, William       |
| KURZBESCHREIBUNG | italienischer Surrealist |
| GEBURTSDATUM     | 9. Januar 1924           |
| GEBURTSORT       | Mailand                  |
| STERBEDATUM      | 3. Oktober 1998          |
| STERBEORT        | Bologna                  |